# Gopalpur, Yadgir
Gopalpur là một làng thuộc tehsil Yadgir, huyện Gulbarga, bang Karnataka, Ấn Độ.